# Les commandos passent à l'attaque
Pour plus de détails, voir Fiche technique et Distribution.
Les commandos passent à l'attaque (Darby's Rangers) est un film américain réalisé par William A. Wellman en 1957, sorti en 1958.

## Synopsis
En 1942, durant la Seconde Guerre mondiale, le commandant américain (puis colonel) William O. Darby est chargé de constituer et de diriger une unité d'élite (sur le modèle des commandos britanniques), le 1er Bataillon de Rangers, surnommé « Darby's Rangers ». Après une période de formation en Écosse (dans un camp d'entraînement de l'armée britannique), le bataillon est envoyé au combat en 1943, d'abord en Afrique du Nord, puis en Sicile et enfin en Italie, où ils rencontrent une résistance acharnée, en particulier à Anzio. Parallèlement à ces évènements, trois relations amoureuses se développent...

## Fiche technique
- Titre français : Les commandos passent à l'attaque
- Titre original : Darby's Rangers
- Réalisateur : William A. Wellman
- Scénario : Guy Trosper, d'après des faits authentiques et le livre de James J. Altieri (crédité Major James Altieri)
- Directeur de la photographie : William H. Clothier
- Musique : Max Steiner
- Directeur artistique : William L. Campbell (en)
- Décors de plateau : William L. Kuehl
- Costumes : Marjorie Best
- Montage : Owen Marks
- Producteur : Martin Rackin (en), pour la Warner Bros.
- Genre : Film de guerre - Noir et blanc - 121 min
- Dates de sortie : 
  - États-Unis : 12 février 1958
  - France : 21 novembre 1958

## Distribution
- James Garner : Le colonel William O. Darby
- Etchika Choureau : Angelina De Lotta
- Jack Warden : Le sergent-major Saul Rosen / Le narrateur
- Edd Byrnes (crédité Edward Byrnes) : Le lieutenant Arnold Dittman
- Venetia Stevenson : Peggy McTavish
- Torin Thatcher : Le sergent McTavish
- Peter Brown (en) : Le caporal Rollo Burns
- Joan Elan : Wendy Hollister
- Corey Allen : Le soldat Tony Sutherland
- Stuart Whitman : Le sergent Hank Bishop
- Murray Hamilton : Le sergent Sims Delancey
- William Wellman jr. (nl) (crédité Bill Wellman, Jr.) : Le soldat Eli Clatworthy
- Andrea King : Sheilah Andrews
- Adam Williams : Le caporal Heavy Hall
- Frieda Inescort : Lady Hollister
- Reginald Owen : Sir Arthur Hollister
- Philip Tonge : John Andrews
- Edward Ashley : Le lieutenant Dave Manson
- Raymond Bailey : Le général Wise
- Willis Bouchey : Le général Truscott

Et, parmi les acteurs non crédités :
- H. B. Warner (sa dernière apparition au cinéma, dans un petit rôle indéterminé)

## Production
Les commandos passent à l'attaque s'inspire du livre Darby's Rangers: An Illustrated Portrayal of the Original Rangers de James J. Altieri, un vétéran de cette unité. Le studio Warner Bros. envisage de confier le rôle de William O. Darby à Charlton Heston, mais y renonce en raison des prétentions financières de l'acteur. Celui-ci attaque la Warner en justice pour avoir rompu leur contrat. Il est remplacé par James Garner, qui devait à l'origine interpréter le sergent Hank Bishop.